# مازن الإشيقر

عبد المهدي الإشيقر وسعاد عباس البغدادي والدي مازن الإشيقر

مازن عبد المهدي يوسف أحمد الإشيقر الكربلائي هو مهندس واقتصادي وسياسي عراقي. ولد في 27 تموز 1961 في بغداد.
كان والده دبلوماسي في السفارة العراقية في مدينة جدة بالسعودية عام 1948.
ولد مازن الإشيقر لأبوين عراقيين هما الدبلوماسي العراقي عبد المهدي الإشيقر (ولد في كربلاء عام 1925) والذي عمل في السلك الدبلوماسي في القنصلية العراقية في مدينة جدة بالمملكة العربية السعودية عام 1948 وسعاد عباس البغدادي (ولدت في بغداد عام 1928) والتي يذكر أنها أول امرأة قادت السيارة في المملكة العربية السعودية عندما كانت مع زوجها هناك. 
مازن الإشيقر متزوج ولديه أربعة أطفال.
حاصل على شهادة البكلوريوس في الهندسة الإلكترونية عام 1985 من جامعة كاليفورنيا، وشهادة الماجستير في إدارة الشركات عام 1992 من كاليفورنيا أيضا.
عمل في مجالات مختلفة من مساعد مهندس إلى مهندس إلى مدير مهندسين ثم مدير عام ومدير تنفيذي في عدة شركات إلكترونية عالمية من 1985 إلى 2003. أسس عدة معامل إلكترونية في بلدان مختلفة، ثم عمل مديرا عاما لشركة موتورولا عراق من 2003 إلى 2007، وساهم في تنفيذ نصب شبكة اتصالات أثير وعراقنا والشرطة العراقية.
عمل بصفة خبير اقتصادي في رئاسة الوزراء، كذلك مديرا تنفيذيا لشركة آسياسيل في السليمانية ومديرا عاما لشركة نالكو النفطية في البصرة والمدير التنفيذي لشركة ICM في بغداد.
شغل منصب المنسق العام للتجمع الشعبي للإصلاح والتغيير.
في عام 2016، ورد اسمه ضمن مرشحي التيار الصدري لشغل وزارة الاتصالات.
وأُشيعَ أن اسمه ذُكرَ ضمن المرشحين لشغل منصب رئيس وزراء العراق خلفاً لحيدر العبادي عام 2018 وتم تداول إسمه ايضاً عام 2019 كمرشح تكنوقراط خلفاً لعادل عبد المهدي ويتم تداول إسمه ضمن المرشحين لرئاسة الوزراء ظهور نتائج الإنتخابات النيابية يوم 10 تشرين الأول 2021.

## روابط خارجية
- مازن الاشيقر Mazin Al-Eshaiker  على فيسبوك.
- مازن الإشيقر على تويتر.